# Idroscalo Club
L'Idroscalo Club è una società sportiva senza fini di lucro situata sulle sponde dell'Idroscalo di Milano, a Segrate in provincia di Milano. Le principali attività sono legate al canottaggio ed alla canoa/kayak.
La società è nata nel 2001 dalla fusione di due storiche società milanesi: il Circolo Kayak Canoa Canottaggio (CKCC) ed il Gruppo Milanese Canoa (GMC).
La società è caratterizzata da un'intensa attività agonistica in Canottaggio, Canoa, Canoa Polo, ma anche da un'attività amatoriale legata a tutti gli sport acquatici. La società è affiliata alla Federazione Italiana Canoa Kayak (F.I.C.K.), alla Federazione Italiana Canottaggio (FIC), ed alla Federazione Italiana Sport Disabili (FISD).
L'Idroscalo Club è organizzatore di eventi sportivi da livello regionale a mondiale. La società ha organizzato i 1999 ICF Canoe Sprint World Championships, validi per le qualificazioni ai Giochi Olimpici di Sidney 2000 e la "The nations cup" di Canottaggio nel 1997. Ha organizzato l'edizione dei Campionati europei di canoa/kayak sprint 2001.
Dal 15 al 18 maggio 2008 ha organizzato i Campionati europei di canoa/kayak 2008 validi come qualificazione ai Giochi Olimpici di Pechino 2008.
Nel 2007, l'Idroscalo Club ha organizzato i campionati Italiani di Canoa, la Europe Cup di canoa sui 10000 metri, ed alcune competizioni di livello interregionale. Ospiterà i 2015 ICF Canoe Sprint World Championships, validi per le qualificazioni ai Giochi Olimpici di Rio de Janeiro 2016.
L'Idroscalo Club ha ospitato atleti azzurri di livello internazionale quali Ezio Caldognetto, Sabino Candela, Elisabetta Introini, Josefa Idem, Jaka Jazbek. Quest'ultimo è stato vincitore, con Franco Benedini, Luca Piemonte e Antonio Scaduto, di una medaglia di Bronzo nel k4 500 ai 2005 ICF Canoe Sprint World Championships di Zagabria, Croazia.
Nel canottaggio l'atleta Laura Milani ha portato al club medaglie importanti, classificandosi terza ai campionati del mondo juniores in singolo e seconda ai campionati mondiali under 23 in doppio con Erika May (Canottieri Gavirate). Attualmente probabile olimpica, gareggia per il Gruppo Nautico Fiamme Gialle. Nel 2009 è stata premiata "atleta dell'anno" all'assemblea annuale della federazione, svoltasi a Genova il 30 novembre.
Dopo avere vinto assieme a Elisabetta Sancassani nel doppio pesi leggeri femminile l'oro in una barca olimpica (primo oro della storia per quanto concerne il settore femminile italiano in questo sport),in Corea nel 2013 ,Laura è stata insignita dell'Ambrogino d'oro nello stesso anno.
L'Idroscalo Club è anche stato il primo club in Italia a partecipare alla "Schools' Head of the River", gara di canottaggio riservata alle scuole medie inferiori e licei, che si corre ogni inizio di marzo a Londra nel Tamigi,nel percorso inverso della Boat Race, manifestazione che porta sulle sponde del fiume, oltre 300 scuole di tutto il Regno Unito, ed in passate edizioni anche scuole e college americani e tedeschi, su imbarcazioni otto e quattro di coppia, facendo da apripistaa altri club italiani che partecipano ogni anno alla gara
L'Idroscalo Club di Milano ha conquistato la prima posizione nella classifica agonistica (a punti) della Federazione Italiana Canoa Kayak per i risultati conseguiti nel 2006, davanti a Gruppo Nautico Fiamme Gialle, Marina Militare e Canottieri Firenze.